# Çay (Afyonkarahisar)

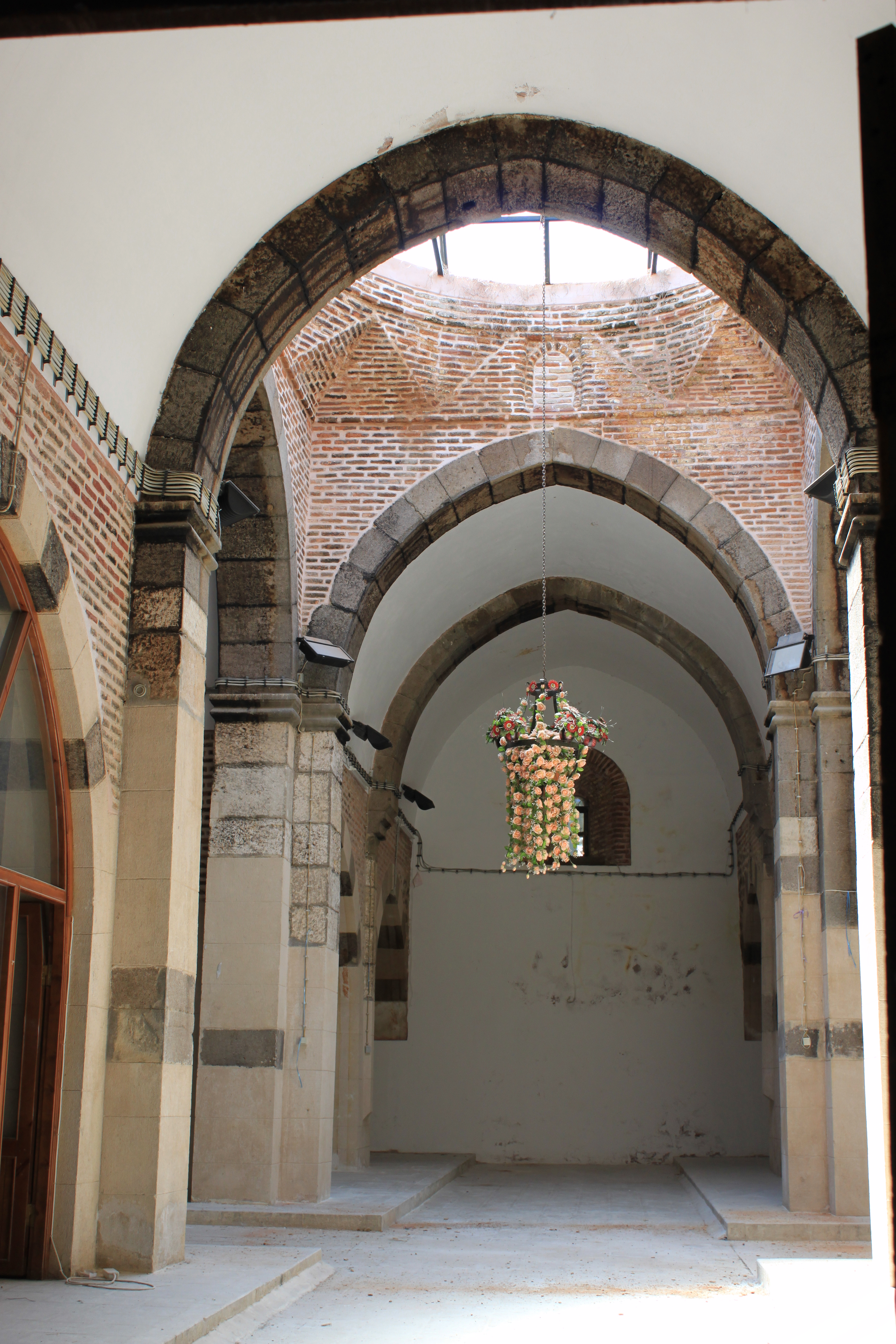
Çay Kervansaray von 1278

Çay ist eine Stadt und ein Landkreis der türkischen Provinz Afyonkarahisar. Die Stadt liegt etwa 45 Kilometer südöstlich der Provinzhauptstadt Afyonkarahisar und beherbergt über 48 Prozent der Landkreisbevölkerung.

## Geographie
Der Landkreis liegt im Südosten der Provinz. Er grenzt im Westen an Şuhut, im Nordwesten an Çobanlar, im Norden an Bolvadin, im Osten an Sultandağı und im Süden an die Provinz Isparta. Die Stadt liegt an der Fernstraße D 300 von Izmir nach Konya und an der Straße D 675, die von Norden kommend hier endet. In die Provinzhauptstadt Afyonkarahisar sind es 48 km.
Im Südwesten des Landkreises liegt der See Karamık Gölü mit dem Moor Karamık Bataklığı, im Nordosten liegt ein Teil des Eber Gölü.
 Der Landkreis liegt in 900 bis 1100 m Höhe. Östlich von Çay befindet sich das Gebirge Sultan Dağları (deutsch: Sultansberge). Der höchste Punkt, der Topraktepe ist 2519 m hoch und liegt an der Grenze zur Provinz Isparta. Das kleinere Karakuş-Gebirge wird dagegen nur bis knapp 2000 m hoch.
Es herrscht kontinentales Klima. Die Sommer sind heiß und trocken mit kühlen Nächten, die Winter kalt. Die meisten Niederschläge fallen im Frühjahr und Herbst; im Winter kann es schneien.

## Struktur und Bevölkerung
Der Landkreis besteht neben der Kreisstadt noch aus zwei Gemeinden bzw. Kleinstädten (Belediye): Karamıkkaracaören (2313 Einwohner in 4 Mahalle („Stadtteile“)) und Pazarağaç (2550 Einwohner in 5 Mahalle). Den Kreis vervollständigen noch 20 Dörfer (Köy) mit durchschnittlich 518 Einwohnern. Vier davon zählen über tausend Einwohner: İnli, Koçbeyli, Yeşilyurt und Akkonak. Drei weitere Dörfer haben außerdem mehr Einwohner als der Durchschnitt.
Nachfolgende Tabelle zeigt die jährliche Bevölkerungsentwicklung nach der Fortschreibung durch das 2007 eingeführte adressierbare Einwohnerregister (ADNKS). Die Zahlen stellen den Einwohnerstand am Jahresende für ALLE Orte des Landkreises Çay dar. Ehemalige und bestehende Gemeinden (Belediye, Belde) sind orange unterlegt.
| Köy / Belediye         | 2020   | 2019   | 2018   | 2017   | 2016   | 2015   | 2014   | 2013   | 2012   | 2011   | 2010   | 2009   | 2008   | 2007   |
| ---------------------- | ------ | ------ | ------ | ------ | ------ | ------ | ------ | ------ | ------ | ------ | ------ | ------ | ------ | ------ |
| Akkonak                | 1.171  | 1.210  | 1.255  | 1.287  | 1.363  | 1.398  | 1.496  | 1.671  | 2.039  | 1.593  | 1.643  | 1.674  | 1.862  | 1.691  |
| Armutlu                | 178    | 191    | 190    | 173    | 172    | 170    | 182    | 187    | 177    | 197    | 182    | 188    | 194    | 199    |
| Aydoğmuş               | 258    | 270    | 275    | 273    | 273    | 289    | 307    | 320    | 363    | 369    | 375    | 378    | 384    | 392    |
| Bulanık                | 282    | 284    | 289    | 278    | 285    | 289    | 295    | 294    | 308    | 322    | 337    | 350    | 348    | 354    |
| Çay Bel.               | 14.800 | 14.631 | 14.450 | 14.445 | 14.484 | 14.604 | 14.536 | 14.624 | 14.440 | 14.700 | 14.638 | 14.592 | 14.353 | 14.702 |
| Çayırpınar             | 427    | 447    | 453    | 457    | 463    | 474    | 488    | 489    | 493    | 498    | 502    | 517    | 532    | 543    |
| Çayıryazı              | 389    | 398    | 398    | 411    | 414    | 421    | 432    | 432    | 431    | 459    | 476    | 488    | 497    | 484    |
| Cumhuriyet             | 180    | 190    | 232    | 152    | 156    | 153    | 159    | 201    | 196    | 197    | 197    | 189    | 187    | 194    |
| Deresinek              | 866    | 880    | 903    | 940    | 967    | 992    | 1.022  | 1.053  | 1.101  | 1.138  | 1.195  | 1.260  | 1.253  | 1.355  |
| Devederesi             | 374    | 376    | 378    | 381    | 396    | 410    | 414    | 427    | 426    | 434    | 455    | 467    | 466    | 492    |
| Eber                   | 610    | 613    | 653    | 668    | 675    | 700    | 784    | 850    | 954    | 976    | 987    | 1.023  | 983    | 1.037  |
| Göcen                  | 133    | 137    | 141    | 137    | 140    | 137    | 157    | 148    | 157    | 169    | 179    | 176    | 172    | 177    |
| İnli                   | 1.556  | 1.563  | 1.603  | 1.628  | 1.653  | 1.676  | 1.731  | 1.851  | 2.062  | 1.823  | 1.848  | 1.922  | 1.984  | 2.014  |
| Kadıköy                | 245    | 247    | 263    | 239    | 267    | 261    | 273    | 273    | 284    | 291    | 285    | 278    | 286    | 310    |
| Karamık                | 863    | 862    | 873    | 866    | 887    | 920    | 942    | 968    | 966    | 995    | 1.072  | 1.095  | 1.076  | 1.258  |
| Karamıkkaracaören Bel. | 2.520  | 2.553  | 2.657  | 2.665  | 2.781  | 2.854  | 2.929  | 3.022  | 3.060  | 3.161  | 3.254  | 3.384  | 3.534  | 3.702  |
| Kılıçyaka              | 239    | 242    | 257    | 262    | 263    | 268    | 270    | 274    | 277    | 288    | 290    | 300    | 307    | 310    |
| Koçbeyli               | 1.401  | 1.403  | 1.402  | 1.399  | 1.390  | 1.393  | 1.414  | 1.433  | 1.441  | 1.470  | 1.478  | 1.479  | 1.523  | 1.555  |
| Maltepe                | 345    | 359    | 381    | 346    | 372    | 361    | 345    | 355    | 346    | 353    | 352    | 353    | 362    | 388    |
| Orhaniye               | 116    | 116    | 123    | 129    | 134    | 139    | 140    | 148    | 158    | 168    | 166    | 171    | 183    | 194    |
| Pazarağaç Bel.         | 2.603  | 2.591  | 2.645  | 2.588  | 2.623  | 2.629  | 2.700  | 2.737  | 2.720  | 2.761  | 2.774  | 2.813  | 2.845  | 2.867  |
| Pınarkaya              | 325    | 325    | 351    | 344    | 341    | 349    | 388    | 411    | 401    | 394    | 431    | 429    | 456    | 474    |
| Yeşilyurt              | 1.293  | 1.291  | 1.240  | 1.296  | 1.224  | 1.206  | 1.193  | 1.186  | 1.148  | 1.197  | 1.215  | 1.186  | 1.156  | 1.184  |
| Summe                  | 31.174 | 31.179 | 31.412 | 31.364 | 31.723 | 32.093 | 32.597 | 33.354 | 33.948 | 33.953 | 34.331 | 34.712 | 34.943 | 35.876 |

Bis 1990 stieg die Einwohnerzahl im Landkreis an. Danach macht sich die Landflucht mit dem verstärkten Zuzug in die Großstädte wie Istanbul, Izmir und Ankara bemerkbar.
| Jahr | Kreis, gesamt | Stadt Çay | Stadt Çay    | restl. Kreis |
| Jahr | Kreis, gesamt | absolut   | anteilig (%) | restl. Kreis |
| 1965 | 27.291        | 9.761     | 35,77        | 17.530       |
| 1970 | 27.838        | 10.012    | 35,97        | 17.826       |
| 1975 | 32.993        | 12.200    | 36,98        | 20.793       |
| 1980 | 33.945        | 11.166    | 32,89        | 22.779       |
| 1985 | 38.081        | 13.203    | 34,67        | 24.878       |
| 1990 | 43.582        | 14.147    | 32,46        | 29.435       |
| 2000 | 45.635        | 18.137    | 39,74        | 27.498       |
| 2007 | 35.876        | 14.702    | 40,98        | 21.174       |
| 2010 | 34.331        | 14.638    | 42,64        | 19.693       |
| 2015 | 32.093        | 14.604    | 45,51        | 17.489       |
| 2018 | 31.412        | 14.450    | 46,00        | 16.962       |
| 2019 | 31.179        | 14.631    | 46,93        | 16.548       |
| 2020 | 31.174        | 14.800    | 47,48        | 16.374       |
| 2021 | 30.777        | 14.599    | 47,43        | 16.178       |

Die Zahlen der Jahre 1965 bis 2000 sind Volkszählungsergebnisse, die Angaben danach ergaben sich durch Bevölkerungsfortschreibung (ADNKS, s. o.).

## Geschichte
Im Landkreis finden sich Siedlungsspuren, die auf die frühe Bronzezeit hinweisen, wie in Karamık, Cumhuriyet oder Karacaören. In hellenistischer Zeit taucht der Name Ipsos auf, als Antigonos I. Monophthalmos, ein Feldherr Alexander des Großen um 333 v. Chr. bei der Eroberung Phrygiens hier vorbeizog. Nach der siegreichen Schlacht bei Issos ernannte Alexander Antigonos zum Statthalter dieses Gebietes.
301 v. Chr. kam es zu der Schlacht bei Ipsos, in der der mittlerweile zum König gewordene Antigonos den Tod fand. Nach der Schlacht fiel Ipsos an das Königreich des Lysimachos.
281 v. Chr. kam es zur Schlacht von Kurupedion, bei der Lysimachos gegen Seleukos I. Kampf und Leben verlor. Seitdem gehörte das Gebiet zum Reich der Seleukiden. Nach der für die Seleukiden unter Antiochos dem Großen erlittenen Niederlage gegen die Römer in der Schlacht bei Magnesia wurde die Gegend römisch und Phrygia Parure genannt. Während der römischen Zeit hieß die Stadt Iulia Ipsos und wurde ein wichtiger Handelsplatz und Stützpunkt auf dem Weg nach Syrien.
Mitte bis Ende des 11. Jahrhunderts drangen die Seldschuken unter Bekçioğl Emir Afşin bis nach Iulia Ipsos vor. Es ist unklar, ob Emir Ahmed Şah oder Emir Sandu dann das Gebiet eroberten.
Nachdem die Stadt während des Zweiten Kreuzzuges (wahrscheinlich um 1147) zerstört wurde, siedelten die Seldschuken Oghusen an, die 1155 dem Ort den Namen Çay Değirmeni (deutsch: Teemühle) gaben.

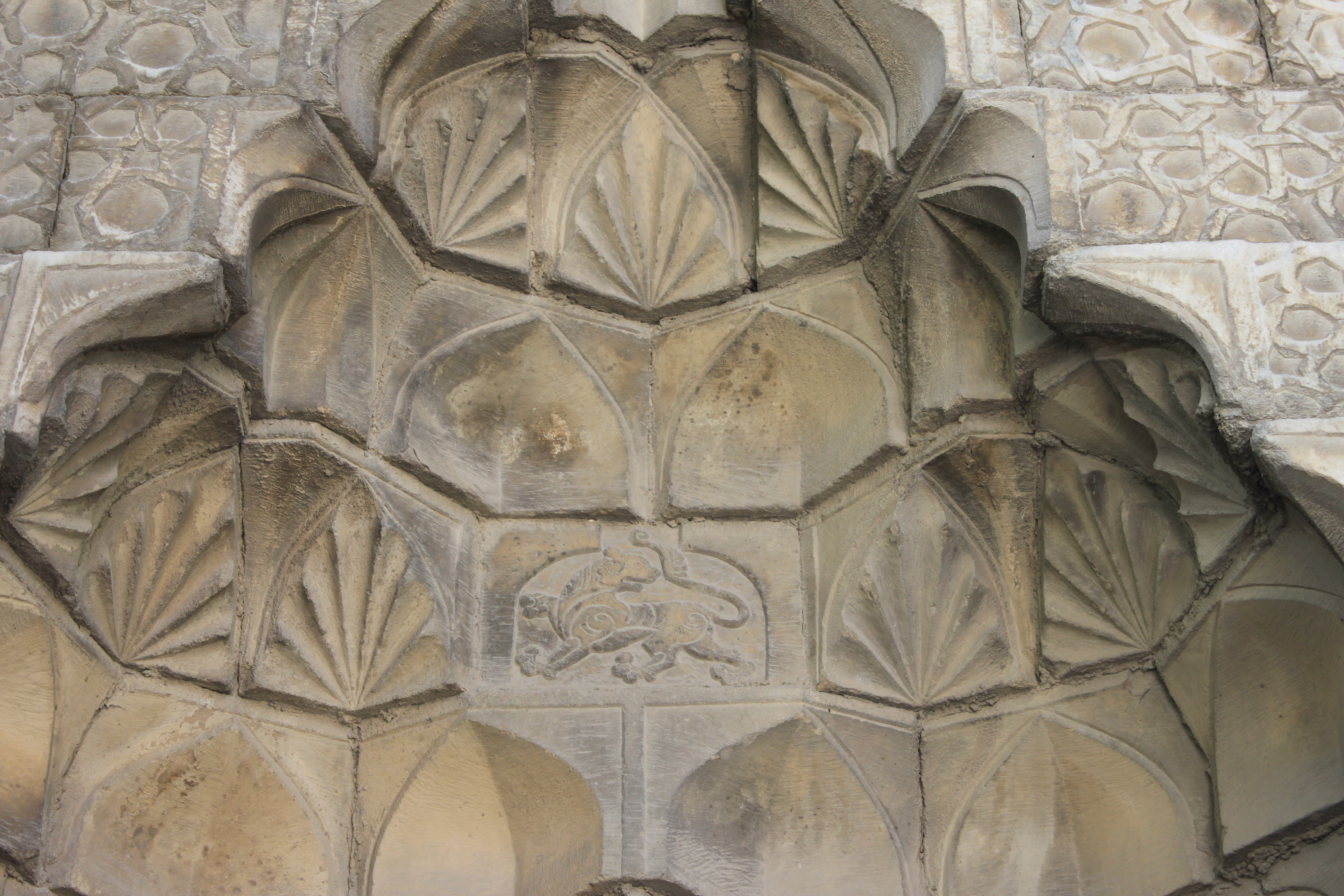
Çay; Taş Medrese; Muqarnas-Gewölbe mit dem Siegel der Seldschuken.

Nach dem Tode des Seldschukensultans Kai Chosrau III. 1282 stand die Stadt unter dem Schutz des Eşrefoğulları-Herrschers Sulayman ibn Eshref Bey und war Teil des Uc-Beyliks (ein Grenz-Fürstentum) von Beyşehir. 1290 fällt die Stadt an das Uc-Beylik der Germiyaniden. Der letzte Herrscher der Germiyaniden, Bey Germiyan Yakup II., vermachte bei seinem Tod 1429 sein Fürstentum den Osmanen.
Im Griechisch-Türkischen Krieg wurde Çay am 21. August 1921 von griechischen Truppen besetzt. Nach der Schlacht von Dumlupınar mussten die griechischen Soldaten am 24. September 1921 abziehen und Çay wurde kurzzeitig zum Hauptquartier der türkischen Armee.
1935 wurde die Stadt Çay an das türkische Elektrizitätsnetz angeschlossen.
1958 wurden die Dörfer des Bucak Çay im südlichen Teil des Landkreises (türkisch: İlçe) Bolvadin abgetrennt und bilden seitdem einen eigenen Landkreis.

## Politik
Bürgermeister von Çay ist seit 2019 Hüseyin Atlı von der AKP, sein Vorgänger Alli Yakut war ebenfalls von der AKP. Von den weiteren elf Mitgliedern des Stadtrats gehören sieben der AKP an, drei der CHP und einer der MHP an. Alle Mitglieder sind Männer. Die besten Ergebnisse erzielte die MHP auf dem Land, vor allem in Karamıkkaracaören und Pazarağaç, wo sie vor der AKP stärkste Partei wurde.

## Wirtschaft
Çay ist vor allem landwirtschaftlich geprägt. Es werden überwiegend Getreide, Zuckerrüben und Mohn angebaut. In den bewässerten Gebieten – vor allem nördlich von Çay – ist der Gemüseanbau dominierend. Im Bergland herrscht Weidelandwirtschaft vor. So werden täglich circa sechs Tonnen Milch produziert.
48 Prozent der Gesamtfläche (39.338 Hektar) sind landwirtschaftliche Nutzfläche, 18 Prozent des Landkreises (14.509 Hektar) sind bewaldet.
Der Tourismus spielt keine Rolle. Im Süden der Stadt wird großflächig Marmor abgebaut.

## Sehenswürdigkeiten
Im Landkreis gibt es einige natürliche Sehenswürdigkeiten, während von kulturellem Interesse nur die Stadt Çay ist.

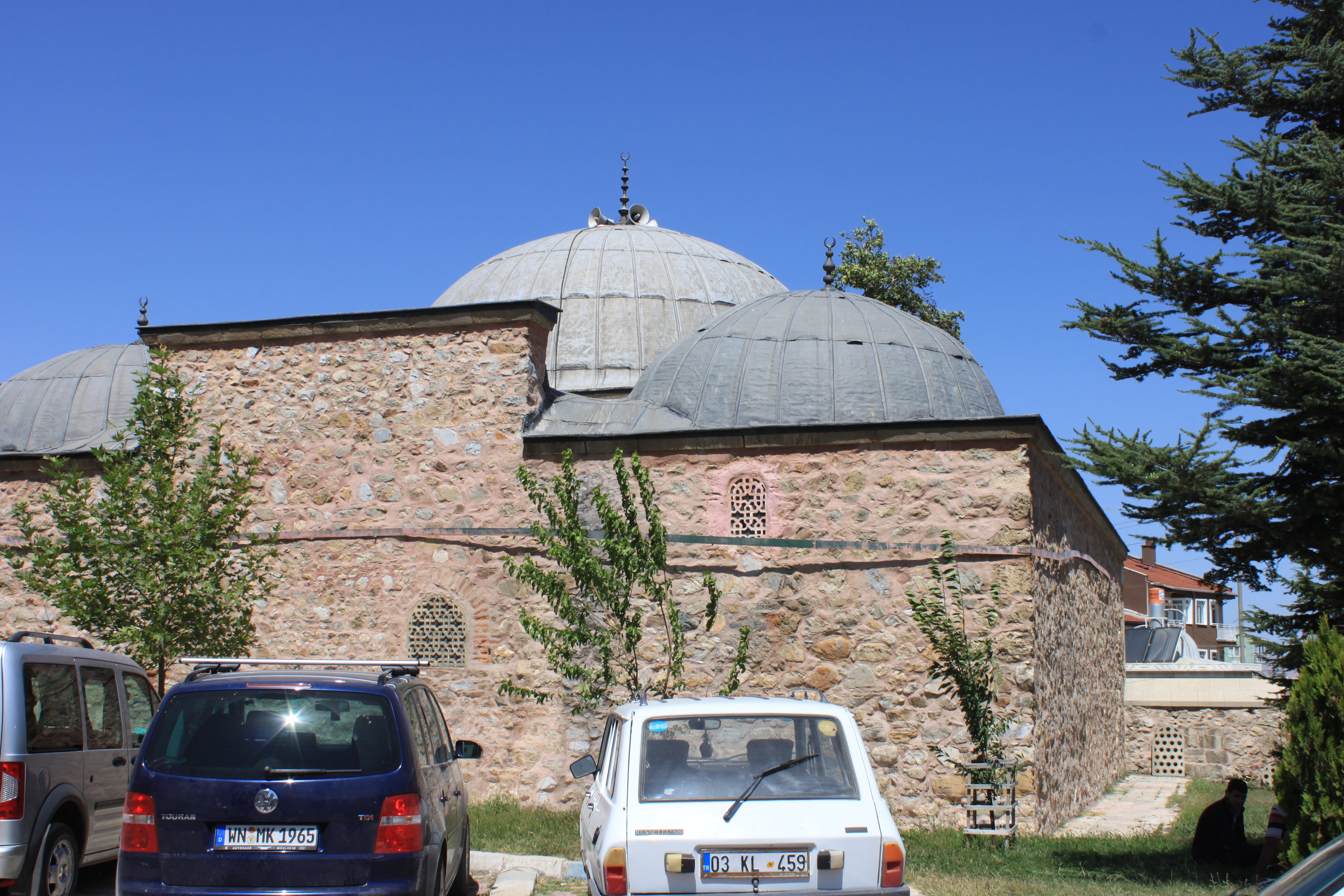
Çay; Taş Medrese (heute Moschee) von 1278; Westseite

### Natur
- Eber Gölü (deutsch: Eber-See). Der See mit der seiner Sumpflandschaft ist größtenteils ein Naturschutzgebiet. Berühmt ist er wegen seiner „schwimmenden Inseln“, Koprak genannt.
- Karamık Gölü, ein teilweise versumpfter See (das versumpfte Gebiet wird Karamık Bataklığı genannt) mit großer Artenvielfalt an Fauna und Flora. Seit 1993 ein Naturschutzgebiet.
- Çağlayan Park, ein Naherholungsgebiet im Süden von Çay mit einem größeren Wasserfall.

### Kultur
- Çay Hanı, eine seldschukische Karawanserei aus dem 13. Jahrhundert.
- Taş Camii, auch Taş Medrese, die Teil des Karawansereikomplexes des Çay Hanı ist. Sie entstand um 1278/79 als Schulgebäude und wird heute als Moschee (Sultan Alâeddin Camii) benutzt. Erbaut wurde sie im Auftrag des Seldschukensultans Kai Chosrau III. (türkisch: Gıyaseddin Keyhüsrev III.) unter General Ebûl Mücahid Yusuf bin Yakub, dem Stifter der Anlage. Besonders sehenswert ist auch der Innenraum der Moschee.